# 新馬師曾家族爭產事件
新馬師曾家族爭產事件指1996年年底至1997年4月、隨着香港粵劇演唱家新馬師曾（原名鄧永祥）病危後逝世而引起的遺產爭奪事件。鄧永祥妻子洪金梅和鄧家的兒女各不相讓，通過傳媒叫囂對罵。鄧家週邊的親友如白韻琴、黃夏蕙等，也紛紛通過傳媒表態，引發一系列的週邊罵戰。事件獲香港多份綜合報章、娛樂雜誌、電子傳媒夜以繼日追蹤報導，繼而引起香港社會對傳媒道德以及新聞娛樂化的關注。其中以香港兩間免費電視台的資訊娛樂節目（infotainment）的處理手法最備受爭議。

## 背景
洪金梅（傳媒暱稱「祥嫂」）是鄧永祥第四任妻子，1965年開始同居，誕下四名子女，包括鄧兆尊、鄧兆榮、原名鄧翠玉的鄧小艾和鄧碧玉，1992年正式結婚，婚禮「金馬紅梅慶同心」並在無綫電視翡翠台播出。
事件在新馬師曾於1996年與妻子祥嫂錄影無綫電視慈善節目《歡樂滿東華》的捐款呼籲後爆發。當日，祥嫂弟妹（九舅父洪泉、十一姨洪國華）連同鄧小艾及鄧兆榮在永祥大廈內向八舅父（洪家泉）追討60萬欠款 (在1993年鄧家子女作擔保的借款)，帶同八舅父欠債證明文件，到永祥大廈二樓「永祥唱片有限公司」寫字樓，向八舅父追債。從呼籲錄影後立即開始的爭執，發展至在永祥大廈內鬧大的爭執，被香港傳媒全程錄影：九舅父「起飛腳」踢門，猛鬧八舅父「借錢唔還、以佢為恥」(借錢不還，以他為恥)，激動時更丟擲電話及玻璃杯，手被玻璃碎片傷到，血花四濺。
自此，鄧家為財產分配問題分為兩派，一派以祥嫂洪金梅為主，一派以祥嫂的四個兒女（包括祥嫂的弟妹）為主。
白韻琴於新城電台主持電台節目《盡訴心中情》，出言支持「祥嫂」洪金梅，指「慈善伶王」新馬師曾（鄧永祥）「浪得虛名」，指責新馬師曾的兒女無孝道，與另一主持人雷宇揚在節目中展開罵戰。白韻琴在直播中爆出「黐孖筋」(指人神經不健全)粗俗語，令人側目，八舅父洪家泉節目中接受訪問時，爆出鄧家爭產風波內幕，逐一斥罵十一姨、九舅父及鄧家四名子女，包括踢爆鄧兆尊當年在加拿大闖禍，要祥嫂補救求情，因此被鄧小艾和十一姨洪國華（霍英东继子霍文芳的前妻）控告誹謗。白韻琴與謝偉俊被新城電台停職，節目永久停播。
1996年12月，新馬師曾病情好轉，外出與子女看電影。1997年1月3日，新馬師曾病情惡化，因支氣管炎、肺積痰及心臟病入住嘉諾撒醫院，留院109天，至4月21日晚上8時30分逝世，享年81歲。
新馬師曾病逝後，三千多萬的留院費要子女各自變賣產業支付，祥嫂分毫未出，加上之前的不和，鄧家四子女拒絕祥嫂到靈堂拜祭，祥嫂在同一殯儀館另設靈堂，更開記者招待會哭着揚言要搶屍，經過爭執後，四子女同意讓祥嫂送祥哥最後一程。
新馬師曾在1992年立遺囑，以祥嫂為執行人，分得60%遺產，餘下40%為兒女所有。他於1996年時另立遺囑，把所有遺產平均分給四名子女，沒有預留給祥嫂，聲明「祥嫂經濟獨立，不會得到任何遺產，若她提出任何爭議，則付她一元作最終解決。」祥嫂及四個兒女因遺產分配而對簿公堂，斷斷續續持續約十年，直到2006年宣告祥嫂敗訴而落幕。
新馬師曾1997年病逝時，遺產估計總值約4億2000萬港元，但1997年金融風暴後，鄧家子女曾將西貢地皮及永祥大廈之業權以3600萬元抵押給中銀香港。1997年10月，祥嫂帶同江湖中人到永祥大廈，把家具及古董搬走，更把一成永祥大廈股份捐贈給東華。2003年鄧家子女本想向東華買回一成永祥大廈股權，但東華不肯，最終鄧家子女以九千五百四十萬，將九成永祥大廈股份賣給東華三院，附帶條件可讓四名子女長居永祥大廈。

## 結果
經過長達多年的訴訟後，2006年7月7日，香港法庭對爭產案作出裁決，新馬師曾女兒鄧翠玉（鄧小艾）一方獲勝訴，洪金梅（祥嫂）敗訴，並須向子女交出擁有前楚留香酒樓舖位公司的58%股份。法官在判辭中批評祥嫂是「非常差的證人」。同年十月，於洪金梅的61歲壽宴上，鄧家各人宣佈和好如初。

## 影響
鄧家爭產事件在香港各份綜合報章、娛樂雜誌、電子傳媒大篇幅報導，引起社會對傳媒道德及新聞娛樂化的關注，亦令香港傳媒的路向出現轉變，變得更為娛樂化，以迎合觀眾及讀者的口味。香港兩間免費電視台資訊娛樂節目的處理手法備受爭議，結果被香港廣播事務管理局判罰。
同時，亦因為此次事件，祥嫂的好友黃夏蕙才為人所共知。黃夏蕙在事件中力撐祥嫂，乘機向傳媒出風頭，為她帶來「娛樂圈攝位人」、「殯儀之星」等稱號。
亞洲電視製作以此次事件為藍本的劇集《97變色龍》。
10年後，無綫電視製作以此次事件為藍本的劇集《溏心風暴》。劇集播出後因為故事情節精彩而大受歡迎。

## 主要遺產
- 澳門旅遊娛樂有限公司 1%股權
- 跑馬地永祥大廈
- 西貢一塊4萬呎土地
- 筲箕灣楚留香酒樓
- 永祥唱片公司

## 參看
- 龔如心遺產爭奪事件
- 何鴻燊家族分產糾紛事件
- 無綫電視《城市追擊》
- 亞洲電視《今日睇真D》、劇情片《97變色龍》
- 其他香港傳媒處理手法備受爭議的事件：
  - 慾海肥花
  - 陳健康事件
- 無綫電視劇情片《溏心風暴》

## 外部連結
- Xelion Wan. . Political Information Web of Hong Kong.   [2005年12月6日]. （原始内容存档于2009-10-20）.
- 丹斯. . 香港電台《傳媒透視》網站.   [2005年12月6日]. （原始内容存档于2005年11月25日）.
- 丘曉艷. . 第6屆「全港中學生十大新聞選舉」新聞評述比賽季軍作品. 1997年  [2005-12-06]. （原始内容存档于2007-01-14）.
- . 香港《太陽報》. 2003年5月17日  [2005年12月7日]. （原始内容存档于2016年4月14日）.
- . 香港《太陽報》. 2003年8月15日  [2005年12月6日]. （原始内容存档于2015年12月3日）.
- 俞旭、黃煜. . 國立政治大學《新聞學研究》第55期: 224—243頁.   [2005-12-06]. （原始内容存档于2005-12-23）.
- 海星. . 《福建僑報》. 1999年12月24日  [2005-12-06]. （原始内容存档于2004-06-21）.
- 黃詠詩、楊凱珊. . 香港中文大學學生雜誌《大學線》第13期. 1997年3月13日  [2005年12月6日]. （原始内容存档于2005年1月12日）.
- (TXT). 明報. 2006年7月8日  [2020年9月20日]. （原始内容存档于2016年4月14日）.